# Valis III
Valis III (ヴァリスⅢ) est un jeu vidéo d'action développé et édité par Telenet Japan et Renovation Products en 1990 sur PC-Engine et en 1991 sur Mega Drive.
C'est le troisième épisode de la série Mugen Senshi Valis.

## Synopsis
L'héroïne incarnée est une jeune fille héritière de l'épée Valis, qui revêt son armure pour vaincre Glames. Elle sera rapidement aidée de deux autres personnages aux capacités spécifiques.